# Empty Slow

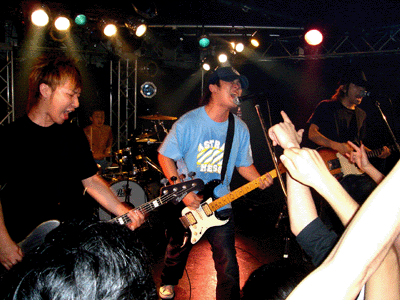
Empty Slow

Empty Slow（エンプティスロー）は2002年に結成された日本のロックバンド。in da groove所属。現在活動を休止中。
メロディックパンク、エモーショナルロックを主流に東京都内で活動。2007年ファーストアルバムである『THE FIRST TAPE TO FORGET』をGyro Music ENTERTAINMENTよりメジャーリリース。その後、都内を中心に精力的に活動を続けるも2009年末に突如活動を休止した。
代表曲は「Rooter's Song」「Tightrope」

## メンバー
- Utah(Vo&Gt)　長野県出身　1981年8月5日　-
- Yuki(Gt&Cho)　沖縄県出身　1984年1月16日　-
- John(Ba&Cho)　鹿児島県出身　1986年1月10日　-
- ぴょん吉（Dr）　神奈川県出身　1981年8月20日　-

## 略歴
- 2002年、Utah、Yukiの２人で結成。
- 2002年　アダチ（Ba）とぴょん吉が加入。アダチは直後に脱退。
- 2003年　渋谷ギグアンティックにて初ライブを行い、初ライブにもかかわらず250人以上の動員を記録する。
- 2003年　Johnが加入。
- 2006年　初音源となる1stDEMO CD「CAN NOT MUTE!!」を発売。
- 2006年　Empty Slow初企画となる「so delicious me!?」を吉祥寺クレッシェンドにて開催し、140人以上を動員する。
- 2007年10月　デビュー前にもかかわらず全国のTSUTAYAでシングル「Rooter's Song」が一斉レンタルされる。
- 2007年12月　ファーストアルバム「THE FIRST TAPE TO FORGET」をGyro Music ENTERTAINMENTよりメジャーリリース。
- 2008年1月　テレビ朝日「ミュージックステーション」のCM挿入歌に楽曲「Tightrope」が起用される。
- 2008年12月　in da grooveに移籍後シングル「Father Christmas」を限定200枚でリリース
- 2009年1月　テレビ朝日 「草野キッド」 エンディングテーマに楽曲「Father Christmas」が起用される。
- 2009年3月　シングル「GIFT」を限定500枚でリリース
- 2009年4月　テレビ朝日 「草野キッド」 エンディングテーマに楽曲 「Just Before The World Ends」が起用される。
- 2009年6月　セカンドアルバム「PROMISE PER SECOND」をリリース。
- 2009年12月　オリジナルメンバーでの活動を休止。
- 2010年4月　未発表音源「LAST LETTER」を配信限定でリリース

## バンド名の由来
バンド名を決める際にUtahが着ていたTシャツに書かれていた「EMPTY SLOGANS」という言葉が由来になっているとされ、ガンズと略されないために「SLOGANS」の「GANS」をとったものがバンド名になったとのちに語っている。
「エンプティー」と略され呼ばれていた。

## 作品

### アルバム
|     | 発売日        | タイトル                 | 収録曲 | 発売・レーベル                                            | 規格品番   |
| --- | ------------- | ------------------------ | --- | --------------------------------------------------------- | ---------- |
| 1st | 2007年12月5日 | The First Tape To Forget | 1.Into Page 2.Rooter's Song 3.Tightrope 4.Foolish 5.Starry On 6.Fuckin' 7.Rainy 8.California 9.New Season 10.Your Words 11.Secret Highway           | ジャイロ・ミュージック・エンタテインメント Sunred Records | QZCG-80003 |
| 2nd | 2009年6月3日  | PROMISE PER SECOND       | 1.Wake Up 2.Just Before The World Ends 3.The Time of ADAM & EVE 4.ONE TWO THREE 5.The Repayment of Favor 6.GIFT 7.Father Christmas 8.Save the World | in da groove アミューズソフトエンタテイメント株式会社     | IGCR-10001 |

### シングル
|  | 発売日                            | タイトル         | 収録曲             | 発売・レーベル                             | 規格品番     |
|  | --------------------------------- | ---------------- | ------------------ | ------------------------------------------ | ------------ |
|  | 2007年10月20日 （レンタル開始日） | Rooter's Song    | 1.Rooter's Song    | ジャイロ・ミュージック・エンタテインメント | GMEC 1       |
|  | 2008年12月1日                     | Father Christmas | 1.Father Christmas | in da groove                               | IDGCD-002    |
|  | 2009年3月25日                     | GIFT             | 1.GIFT             | in da groove                               | IDGCD-003    |
|  | 2010年4月21日                     | LAST LETTER      | 1.LAST LETTER      | in da groove                               | （配信限定） |

## ミュージックビデオ
1.Just Before The World Ends

## その他
2007年に発売されたファーストアルバム『THE FIRST TAPE TO FORGET』のジャケットの一部が突如変更された。変更があったことをメンバーは把握しておらず、当時所属していたGyro Music ENTERTAINMENTとデザイン制作会社間のトラブルがあり変更されたとしている。